# Doron de Belleville
De Doron de Belleville is een waterloop in de Franse Alpen, meer bepaald in het departement Savoie.
Ze ontspringt als de Torrent de Péclet op de noordwestflank van de Aiguille de Péclet en stroomt door de skidorpen Val Thorens en Les Menuires. De Doron de Belleville stroomt over een afstand van bijna 29 kilometer door het gelijknamige dal, tot ze in Salins-Fontaine in de Doron de Bozel uitmondt, een zijrivier van de Isère en deel van het stroomgebied van de Rhône.